# Gaia Padovan
Gaia Padovan (Padova, 13 febbraio 1980) è una giornalista, conduttrice televisiva e blogger italiana.

## Biografia
Laureata in Scienze Politiche - Relazioni Internazionali - all'Università degli Studi di Padova nel 2003 (110/110), diventa giornalista pubblicista nel 2006 e giornalista professionista nel 2009.
Dopo l'esordio nelle TV locali venete, dove conduce programmi e notiziari, nel 2008 passa a Mediaset, nella redazione romana del TG5. Lavora come inviata e corrispondente dal Nordest per vari programmi televisivi per Rai, Sky TG24, LA7 e Mediaset.
Dal 2015 diventa uno dei volti del canale all-news TGcom24. Nel gennaio 2016 riceve un Tapiro d'oro da Striscia la notizia: durante la conduzione di una edizione del TG, non riesce infatti a smettere di ridere.
Collabora dal 2014 con la testata Marie Claire per cui firma la Rubrica di stile e tendenza "Il Baule di Gaia".
Nel 2013 recita il ruolo di psicologa nel film Sole a catinelle di Checco Zalone.
Dal giugno 2018 al giugno 2019 la giornalista ha condotto il TG4 sotto la direzione di Rosanna Ragusa.
Dal 2016 è la corrispondente Nord Est e inviata per i TG di Mediaset.